# ニッポン樫鳥の謎
『ニッポン樫鳥の謎』（ニッポンかしとりのなぞ、The Door Between ）は、エラリー・クイーンの長編推理小説。1937年に刊行された。
「単行本化の前年に、雑誌『COSMOPOLITAN』（1936年12月号）に掲載された際は『日本扇の謎』（The Japanese Fan Mystery ）と題されていた」、という説が第二次世界大戦前からある。日本では事実と仮定して「国名シリーズ」最後の作品としている。ただし、『エラリイ・クイーンの世界』の本文と作品リストの両方に、雑誌掲載の事実は明記されているが、題名に関するコメントはまったくないので、実際には改題はなかったと思われる。角川文庫版では本作と『中途の家』を「国名シリーズ」とは分けて「国名シリーズ〈プラス〉」と分類している。
日本語訳は、他に『琉球かしどりの秘密』、『日本庭園殺人事件』、『日本庭園の秘密』、『境界の扉 日本カシドリの秘密』などの題名でも刊行されている。

## あらすじ
日本文学の研究家である女流作家が、自宅で義理の娘となる予定の若い女性から相談に乗ってほしいといわれ、家で会う約束をする。ところが、女性が義母が住む日本庭園のある邸宅を訪問すると、彼女は喉を切り裂かれて死んでいた。逃げ出した「かしどり」は、死の場面を目撃していたのだろうか。

## 主な登場人物
- カレン・リース - 日本庭園のある邸宅に住む女流作家。ペットとしてかしどりを飼っている。
- マクルア博士 - カレンの婚約者。高名な医学者で癌治療の権威。
- エヴァ - 博士の養女。義母となる予定のカレンと仲がよい。
- キヌ - カレンの家政婦でかしどりの世話もする。琉球人らしいが、作中では変な日本語で話す。
- スコット - 若い医師。エヴァに恋し婚約を申し出る。
- テリー・リング - 私立探偵。はじめはカレン殺しをエヴァの仕業と疑うが、次第にエヴァを守ろうと奮闘する。
- エラリー・クイーン - 名探偵。エヴァとテリーに協力し、エヴァを疑うクイーン警視と対立する。

## 提示される謎
- 密室と遠隔殺人
- 密室はいかに作られたか。「かしどり」を逃がしたのは誰か。

## 特徴
- 副主人公のような役割で、エラリーとは別の探偵テリーが登場する。
- 1930年代のニューヨークではジャポニスム・ブームが起きており、本作はそれに影響を受けている[2]。

## 作品の評価
- エラリー・クイーン・ファンクラブ会員40名の採点による「クイーン長編ランキング」[3]で、本作品は28位となっている。

## 書誌情報
- 『ニッポン樫鳥の謎』 井上勇訳、東京創元社、1958年。創元推理文庫、1961年
- 『日本庭園殺人事件』 石川年訳、角川文庫、1967年
- 『日本庭園の秘密』 大庭忠男訳、ハヤカワ・ミステリ文庫、2003年 ISBN 4-15-070149-0
- 『境界の扉 日本カシドリの秘密』 越前敏弥訳、角川文庫、2023年6月 ISBN 978-4-04-113926-4